# Powder, Copper, Coal et Otto
Powder, Copper, Coal et Otto sont les mascottes des Jeux olympiques d'hiver et Jeux paralympiques d'hiver organisés à Salt Lake City en 2002.
L’objectif des mascottes de Salt Lake City 2002 était d’illustrer la devise olympique et paralympique « Citius, Altius, Fortius » (« plus vite, plus haut, plus fort ») et « Mind, Body, Spirit » (« plus esprit, plus corps, plus esprit ») : C’est dans ce but que trois animaux ont été choisis :
- Powder (littéralement « poudre »), le lièvre des neiges : illustre le « plus haut » ;
- Copper (littéralement « cuivre »), le coyote : illustre le « plus vite » ;
- Coal (littéralement « charbon »), l'ours noir américain : illustre le « plus fort ».
- Otto (littéralement « huit »), la loutre de mer : illustre le « plus esprit, plus corps, plus esprit ».

Ils sont inspirés des légendes amérindiennes.